# Antoine Gilbert Dessaigne
Pour les articles homonymes, voir Dessaigne.
Antoine Gilbert Dessaigne est un homme politique français né le 9 janvier 1798 à Pontgibaud (Puy-de-Dôme) et décédé le 12 mars 1861 à Clermont-Ferrand (Puy-de-Dôme).
Avocat, militant dans la charbonnerie sous la Restauration, il est député du Puy-de-Dôme de 1837 à 1846, siégeant dans la majorité soutenant les ministères de la Monarchie de Juillet. Il est ensuite président du tribunal civil de Clermont-Ferrand.

## Sources
- « Antoine Gilbert Dessaigne », dans Adolphe Robert et Gaston Cougny, Dictionnaire des parlementaires français, Edgar Bourloton, 1889-1891 [détail de l’édition]